# 小国町立下城小学校

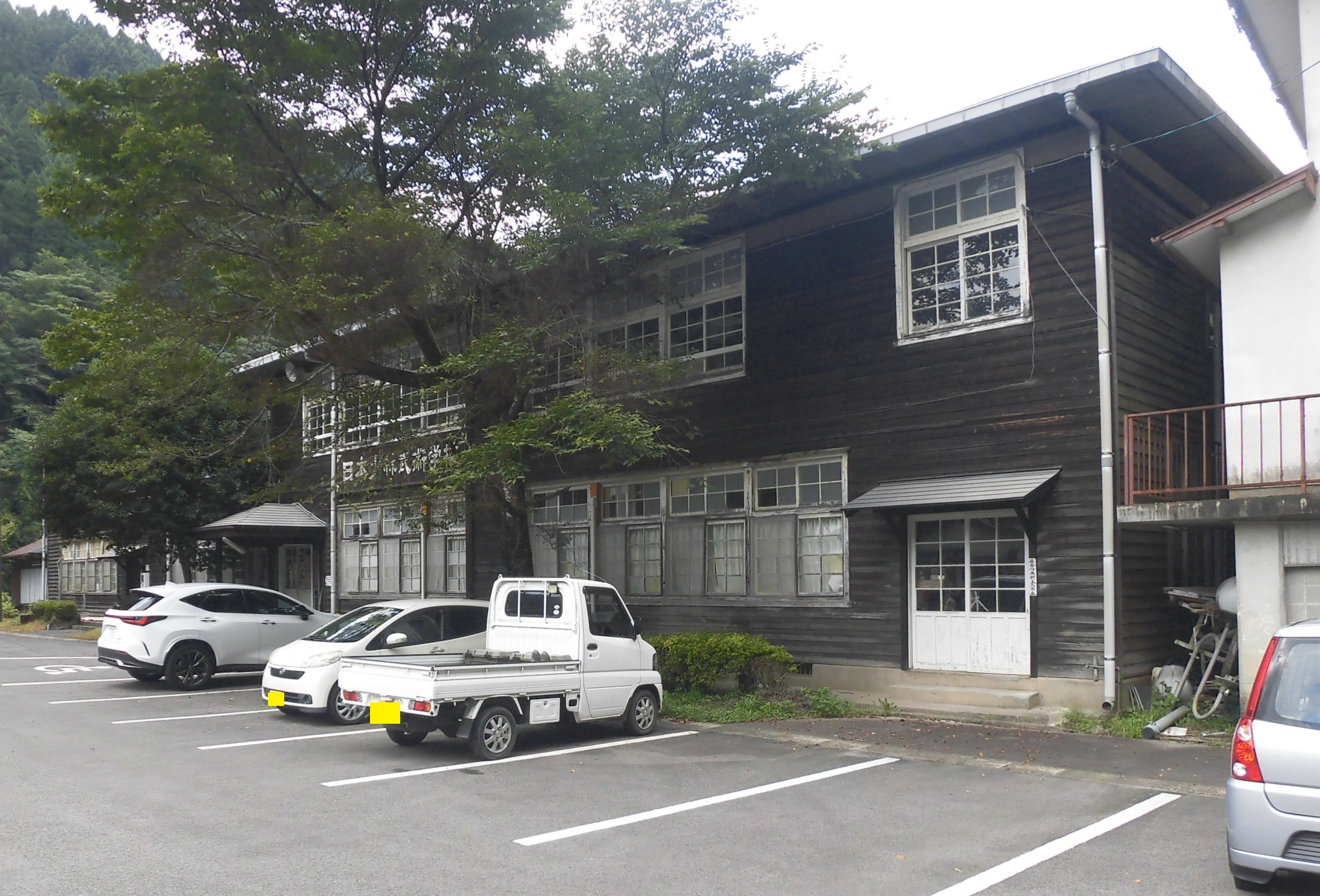
旧・杖立分校跡

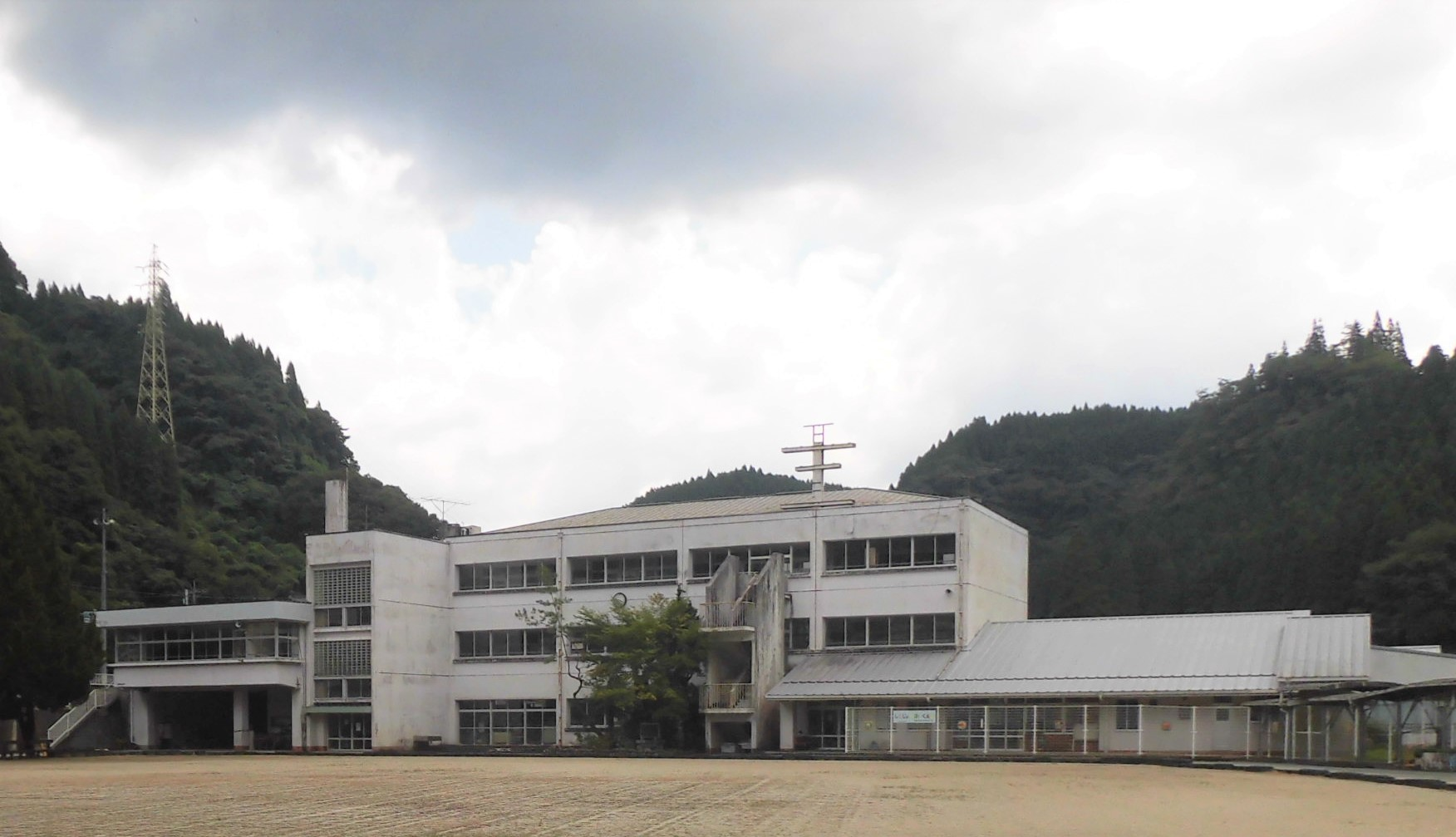
校舎

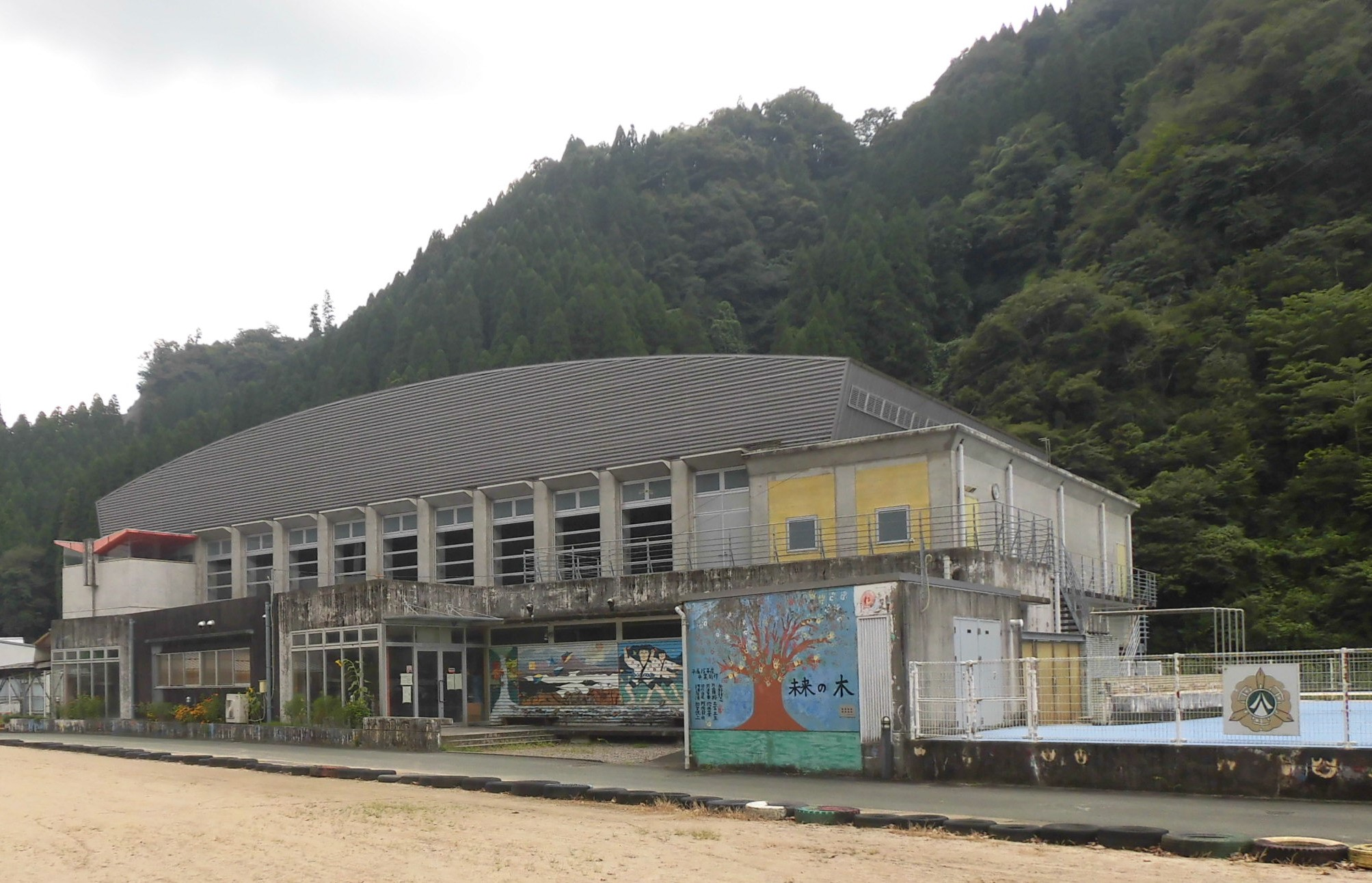
体育館

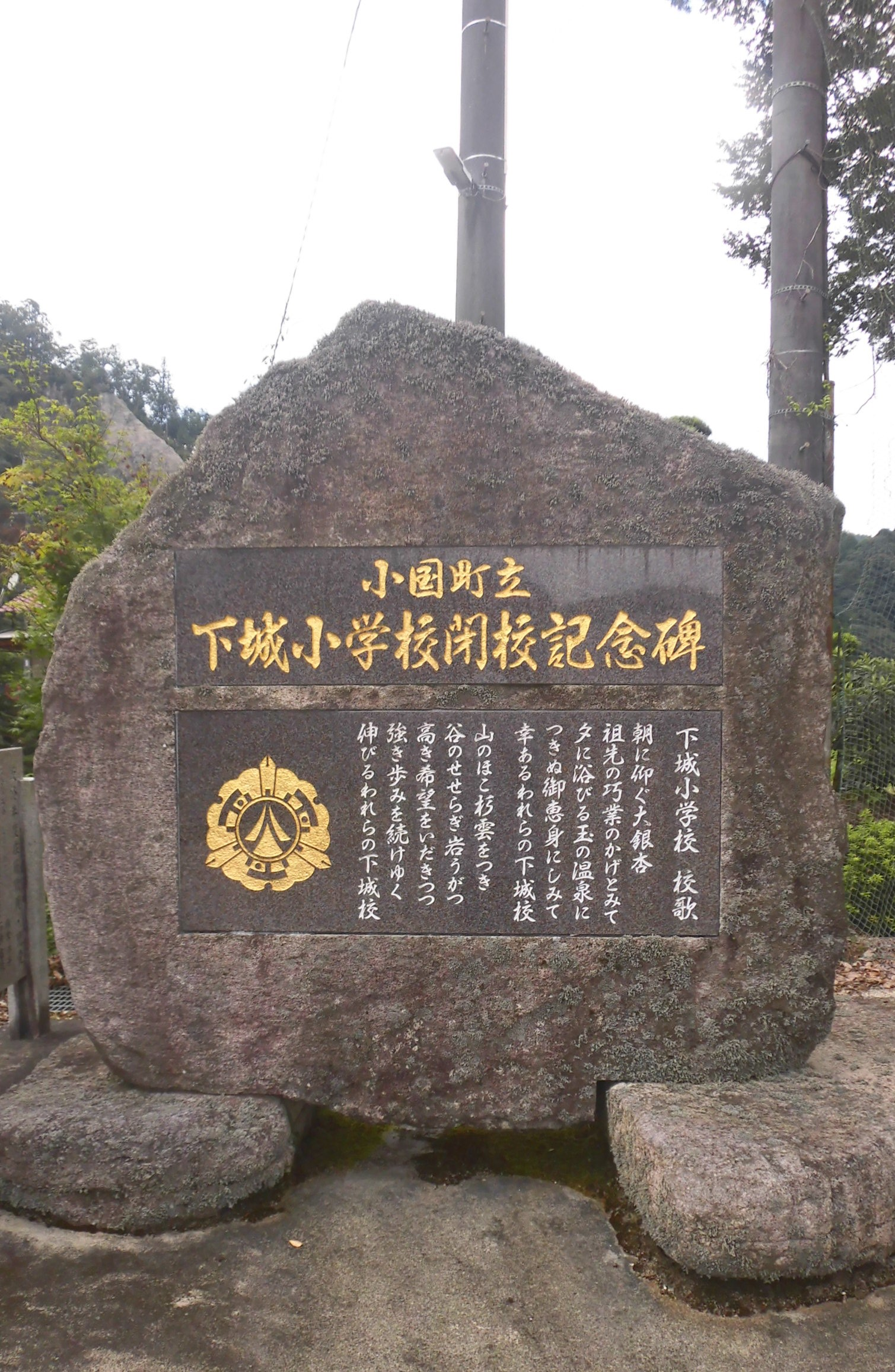
閉校記念碑

小国町立下城小学校（おぐにちょうりつ しもじょうしょうがっこう）は、かつて熊本県阿蘇郡小国町下城にあった公立の小学校。
2009年（平成21年）3月末をもって閉校し、小国町立小国小学校に統合された。

## 概要
歴史
1874年（明治7年）創立。2009年（平成21年）に、町立小学校6校の統合により閉校し、135年の歴史に幕を閉じた。
校章
校名の頭文字「下」3つと学問を象徴するペン先3本などを組み合わせたデザインとなっている。
校歌
歌詞は2番まであり、両番の歌詞中に校名の「下城校」が登場する。

## 沿革
- 1874年（明治7年）2月 - 創立[1]。
- 1886年（明治19年）- 小学校令施行により、尋常科（4年制）を設置の上、「尋常下城小学校」に改称。
- 1889年（明治22年）4月1日 - 町村制施行により、阿蘇郡6村（黒淵・宮原・上田・下城・西里・北里）が合併の上、「北小国村」が発足。
- 1892年（明治25年）- 「下城尋常小学校」に改称。
- 1901年（明治34年）- 校舎を改築。
- 1908年（明治41年）4月 - 改正小学校令により、尋常科（義務教育年限）が4年制から6年制に改められる。尋常科5年を新設。
- 1909年（明治42年）4月 - 尋常科6年を新設。
- 1923年（大正12年）4月 - 尋常小学校3校（下城・杖立・秋原）が統合の上、高等科が併置され、「下城尋常高等小学校」となる。杖立と秋原に分教場を設置。
- 1927年（昭和2年） - 秋原分教場が分離の上、秋原尋常小学校として独立。
- 1935年（昭和10年）4月1日 - 北小国村が町制施行により、「小国町」となる。
- 1941年（昭和16年）4月1日 - 国民学校令施行により、「小国町下城国民学校」と改称。尋常科を初等科に改める。
- 1945年（昭和20年）4月1日 - 小国町秋原国民学校を統合[2]。
- 1947年（昭和22年）- 学制改革が行われる。
  - 4月1日 - 国民学校初等科が、新制小学校「小国町立下城小学校」（最終名）に改組・改称。
  - 4月 - 国民学校高等科は青年学校普通科とともに、新制中学校「小国町立下城中学校」に改組・改称。小学校に併設される。
- 1953年（昭和28年）4月1日 - 併設の下城中学校が、小国町立小国中学校への統合により閉校。
- 1978年（昭和53年）4月1日 - 杖立分校を廃止[2]。杖立分校の最終所在地は「熊本県阿蘇郡小国町下城4154番地」（現・杖立温泉会館）。
- 1996年（平成8年）3月 - プールが完成。
- 1997年（平成9年）3月 - 体育館が完成。
- 2009年（平成21年）
  - 3月21日 - 閉校式を挙行。
  - 3月31日 - 小国町立小学校6校（宮原・蓬莱・万成・下城・北里・西里）の統合により閉校[1]。

## 交通アクセス
最寄りの幹線道路
- 国道212号

## 周辺
- 下城保育園
- 小国発電所
- 杖立川